# Heidi Moore-Seibold
Heidi Moore-Seibold (11 de septiembre de 1975) es una deportista estadounidense que compitió en judo. Ganó una medalla de bronce en el Campeonato Panamericano de Judo de 2007 en la categoría abierta.

## Palmarés internacional
| Campeonato Panamericano | Campeonato Panamericano | Campeonato Panamericano | Campeonato Panamericano |
| Año                     | Lugar                   | Medalla                 | Categoría               |
| ----------------------- | ----------------------- | ----------------------- | ----------------------- |
| 2007                    | Montreal (Canadá)       | Medalla de bronce       | Abierta                 |